# Lagfors bruksförsamling
Lagfors bruksförsamling var en bruksförsamling inom Svenska kyrkan vid Lagfors bruk i Härnösands stift i nuvarande Timrå kommun. 
Kyrka var Lagfors kyrka.

## Administrativ historik
Församlingen bildades 1797 genom en utbrytning ur Ljustorps församling, dit den återgick 1937.
Församlingen ingick i pastorat med Ljustorps församling.

## Befolkningsutveckling
| Befolkningsutvecklingen i Lagfors bruksförsamling 1750–1850                                                           | Befolkningsutvecklingen i Lagfors bruksförsamling 1750–1850 | Befolkningsutvecklingen i Lagfors bruksförsamling 1750–1850 | Befolkningsutvecklingen i Lagfors bruksförsamling 1750–1850 | Befolkningsutvecklingen i Lagfors bruksförsamling 1750–1850 |
| --- | ----------------------------------------------------------- | ----------------------------------------------------------- | ----------------------------------------------------------- | ----------------------------------------------------------- |
| |                                                             |                                                             |                                                             |                                                             |
| År |                                                             |                                                             | Folkmängd                                                   |                                                             |
| 1750 | 1750                                                        |                                                             | 201                                                         |                                                             |
| 1760 | 1760                                                        |                                                             | 210                                                         |                                                             |
| 1769 | 1769                                                        |                                                             | 222                                                         |                                                             |
| 1800 | 1800                                                        |                                                             | 385                                                         |                                                             |
| 1810 | 1810                                                        |                                                             | 348                                                         |                                                             |
| 1820 | 1820                                                        |                                                             | 375                                                         |                                                             |
| 1830 | 1830                                                        |                                                             | 424                                                         |                                                             |
| 1840 | 1840                                                        |                                                             | 409                                                         |                                                             |
| 1850 | 1850                                                        |                                                             | 504                                                         |                                                             |
| Anm: Perioden 1800-1850 avser Lögdö och Lagfors bruksförsamlingar. Källor: Umeå universitet - Tabellverket 1749-1859. |                                                             |                                                             |                                                             |                                                             |